# Т-62
Т-62 е съветски основен боен танк, приет на въоръжение в началото на 60-те години на 20 век. Създаден на основата на Т-55, той е първият сериен танк в света с гладкостволно оръдие. От него са произведени над 20 000 броя и освен в СССР е бил, или все още е, на въоръжение в повече от 20 държави. През 70-те и 80-те години е заменен от по-съвременните Т-64 и Т-72. Активно е използван в локални конфликти по време на Студената война и в наши дни: нахлуването в Чехословакия през 1968 г., конфликтът на о. Дамански, войната от Йом Кипур, войната в Афганистан, войната в Залива, Руско-чеченските войни, гражданската война в Сирия и др.

## История на създаването
На 20 май 1952 г. Научно-техническият комитет към към Главното бронетанково управление на съветската армия (ГБТУ) изготвя задание за бъдещия основен боен танк от второто следвоенно поколение, което представя на конструкторските бюра към заводите №75, №183, №175, Ленинградския и Челябинския завод. Окончателното задание е оформено през декември същата година от ГБТУ и Министерство на транспортното машиностроене (Минтрансмаш).. Като защитеност, огнева мощ, проходимост и подвижност той трябва да превъзхожда значително приетия на въоръжение след 1946 г. Т-54.
В началото на март 1953 г. в Минтрансмаш са разгледани предложенията на три конструкторски бюра – на харковския машиностроителен завод №75, нижнитагилския завод №183 – Уралвагонзавод, и ленинградския ВНИИ-100 (ВНИИТрансмаш – Всесъюзен научноизследователски институт за транспортно машиностроене). Проектът на завод №75 е под кодовото име „Обект 430“, на завод № 183 – „Обект 140“ и на ВНИИ-100 – „Обект 907“. Година по-късно – през март 1954 г. са разгледани и трите предескизни проекта и с постановление на Съвета на министрите на СССР № 598 – 265 от 2 април 1954 г. е решено и трите проекта да минат на ескизна фаза. На 6 май 1955 г. с постановление на Съвета на министрите на СССР № 880 – 524 се дава разрешение работата да продължи само по две машини – „Обект 430“ и „Обект 140“. Преимущество се дава на „Обект 430“, но тъй като по него е необходима още много работа, „Обект 140“ е избран като резервен вариант. Що се отнася до „Обект 907“ на ВНИИ-100, въпреки авангардните идеи – лят корпус, принципно нова купола, хидромеханична трансмисия и усилена бронировка, той е доста сложен за изработка, има твърде много недостатъци за изчистване и е взето решение работата по него да бъде прекратена.
Разработката на „Обект 430“ е дело на КБ-60. То е наследник на КБ-520, което по време на Отечествената война е евакуирано заедно със завод №183 в Нижни Тагил на територията на Уралвагонзавод. Негово дело там са разработките на танковете Т-44 и Т-54. След завръщането в Харков през 1951 г. конструкторското бюро е преименувано на КБ-60 към завод №75, начело с известния танков конструктор Александър Морозов. Новата машина е значително по-добра като характеристики от Т-54 – монтирано е ново, по-мощно 100-mm оръдие Д-54ТС и механизъм за изхвърляне на изстреляните гилзи, монокулярен дневен стереоскопичен прицел ТПД-43Б (ТПД МС), челната част на корпуса и куполата е с трислойна броня, двигателят е 5-цилиндров двутактов многогоривен дизел 5ТД, опорните ролки са с по-малък размер. Част от тези новости по-късно са въведени в новия танк Т-64, разработен от същото КБ.
През 1954 г. работа по нов танк, означен като „Обект 140“, започва и конструкторското бюро към Уралвагонзавод, начело с Леонид Карцев. Оръдието на този модел също е било 100-mm Д-54ТС с ежектор и дулен спирач, оборудвано и с двуплоскостен стабилизатор „Молния“ (Разработван е и стабилизатор „Вьюга“, но работата по него е прекратена). За двигател е избран дизеловият Д-36, който още и бил в процес на разработка. В ходовата част освен по 6 опорни ролки са предвидени и по 3 поддържащи. Въпреки сериозните нововъведения танкът показва много дефекти и през 1957 г., след похарчени 16 милиона рубли за разработката му, по предложение на Л. Карцев работата по „Обект 140“ е прекратена.
Работата по „Обект 430“ продължава още 4 години, докато накрая с постановление на Съвета на министрите на СССР № 141 – 58 от 17 февруари 1961 г. е решено проектът да бъде прекратен и да започне работата по нов танк под името „Обект 432“, който по-късно е приет на въоръжение като Т-64.
Въпреки че „Обект 430“ е изключително иновативен, той е доста сложен за изработка, а и не превъзхожда значително по огнева мощ настоящия основен боен танк Т-54. По това време на въоръжение в армиите на НАТО постъпва новото 105-mm оръдие L7A1 с начална скорост на снаряда 1470 m/s срещу 850 m/s за 100-mm Д10Т, което се монтира на съветските Т-54 и Т-55. С него са съоръжени британските танкове Centurion Mk 9 и с лицензна версия – американските M-60. Към началото на 60-те години армиите на НАТО разполагат както с високоефективни противотанкови управляеми снаряди, така и със 105-mm и 120-mm бронебойно фугасни снаряди, които без проблем поразяват бронята на тежкия съветски танк Т-10.
Всичко това налага спешната разработка на нов танк с усилена броня и огнева мощ. След прекратяването по работата върху „Обект 140“ конструкторското бюро към Уралвагонзавод под ръководството на Л. Карцев започва работа по два нови проекта. Първият е „Обект 165“, който използва корпуса и куполата от „Обект 140“, бойното отделение от „Обект 150“, моторно-трансмисионно отделение от „Обект 155“]].. Въоръжен е с по-мощно 100-mm оръдие Д-10Т2С. На заседание на комисия от военно-промишления комплекс на СССР от 1961 г. е взето решение танкът да бъде приет на въоръжение през 1963 г. под името Т-62А. Само две години по-късно с постановление на Съвета на министрите на СССР работата е прекратена и машината не е произвеждана серийно.
Вторият проект – „Обект 166“, е далеч по-успешен. Карцев предлага в края на 1958 г. освен 100-mm нарезно оръдие да се използва и гладкостволно оръдие. По това време преминава успешно изпитанията ново 100-mm гладкостволно противотанково оръдие Т-12. Затова и новата разработка в постановлението №831 – 371 на Съвета на министрите на СССР от 21 юли 1959 г. е записана като „изтребител на танкове“. Решено е калибърът на новото оръдие У-5ТСД „Молот“, получило по-късно означението 2А20, да бъде 115 mm. Първоначалната идея е била за него да се използва продухване на цевта със сгъстен въздух след изстрел, но е отхвърлена, защото се усложнява конструкцията и се намалява боекомплекът. Ежекторът на оръдието обаче се оказва недостатъчен за отвеждане на газовете след изстрел и се налага добавянето на отвор в задната част на куполата за изхвърлянето на гилзите. От април до септември 1960 г. два опитни екземпляра преминават успешно през полигонно-войскови изпитания. През есента същата година документацията по новата машина се задържа от председателя на Научно-техническия комитет на ГБТУ ген. Радус-Зенкович, който очевидно предпочита довършването на харковската разработка на „Обект 432“. Благодарение на намесата на командващия сухопътните сили маршал Чуйков въвеждането на новата машина се ускорява, но вече в документацията се води не „изтребител на танкове“, а „нов среден танк“.
Тази промяна по-късно оказва силно влияние върху бойните качества на танка, тъй като той е проектиран и изпълнен като изтребител на танкове, който трябва да участва в бой съвместно с основните бойни танкове Т-54/Т-55, които са по-добре пригодени за борба с пехотните противотанкови средства. Но тъй като в решението за производство е записан като „основен боен танк“, се появяват цели полкове, комплектовани само с Т-62, което ги прави не особено ефективни при мащабни бойни действия.
През март 1961 г. се провеждат заключителни изпитания, а на 27 май 1961 г. Държавният комитет по отбранителна техника излиза със заключение танкът да бъде приет на въоръжение. На 12 август същата година е прието и правителственото постановление за постъпване в армията на новия Т-62. За първи път танкът е демонстриран публично на парада на Червения площад в Москва на 7 ноември 1965 г.
До края на 1961 г. са произведени 25 предсерийни бройки, след което от 1 януари 1962 г. заводът е спрян за 6 месеца за пренастройка за новата машина и от 1 юли 1962 г. започна серийното производство на танка. До октомври 1973 г., когато производството на този модел е спряно, са произведени общо 19 019 машини. От 1975 до 1978 г. танкът е произвеждан по лиценз и в Чехословакия, а от 1980 до 1989 г. и в КНДР.
През 1964 г. се появява командирският вариант Т-62К с допълнителна радиостанция и навигационна апаратура, а през 1967 г. танкът претърпява леки модификации и са премахнати люковете над моторно-трансмисионното отделение. От 1972 г. куполата е модифицирана и се установява установка за 12,7-mm зенитна картечница ДШКМ. През 1983 – 85 г. е извършена дълбока модернизация – допълнителна бронева защита, нова система за управление на огъня с лазерен далекомер и др. Модернизираната версия е наречена Т-62М. Последната модернизация е Т-62АМ със 125-mm оръдие, нов, по-мощен двигател и динамична защита.

## Устройство

### Конструкция
Танкът е изграден по класическа схема и има три основни отделения – за управление в предната част, бойно – в средната, и моторно-трансмисионно – в кърмовата част.
Корпусът е изграден от заварени бронирани листове. Челните бронирани листове с дебелина 100 mm са съединени под ъгъл 60°, като по този начин се увеличава защитеността при пряко попадение – дебелината на бронята достига 200 mm. Страничните бордове са с дебелина 80 mm, кърмата е с дебелина 45 mm, а дъното – 20 mm (дъно). Таванът на корпуса е с дебелина 60 mm. Корпусът в сравнение с този на предшественика си Т-55 е удължен – 6630 mm срещу 6200 mm.
Куполата е със значително по-голям обем от тази на Т-55, има полусферична форма и е изцяло лята. Дебелината на бронята в предната ѝ част е 220 mm, отстрани – 165 mm, 65 mm в задната част и 30 – 58 mm отгоре. Характерно за Т-62 е отворът за автоматично изхвърляне на гилзата в задната част на куполата. След 1975 г. куполата е модифицирана и на люка на пълнача е монтирана установка за 12,7-mm зенитна картечница ДШКМ. Мястото на механик-водача в отделението за управление е в лявата част, а в дясната част е разположен резервоар за гориво и стелажи за снаряди. В бойното отделение от лявата страна са разположени мерачът и зад него командирът на танка, а вдясно – пълначът. Куполата може да се върти от мерача ръчно или с електромеханичен привод. Подът на бойното отделение е въртящ се, което намалява възможността за контузии на екипажа по време на бойни действия.

### Двигател и трансмисия
Двигателят е дизелов В-55В – четиритактов, 12-цилиндров, V-образен, с течно охлаждане и с мощност 580 к.с. при 2000 об./мин. Разположен е напречно в машинно-трансмисионното отделение. На модифицирания вариант от 1983 г. Т-62Д се монтира дизелов двигател В-55У с мощност 620 к.с., а танковете с многогоривен дизелов двигател В-46-5М с мощност 780 к.с. се означават като Т-62Д-1. През същата година и модификацията Т-62М получава двигател В-55У, а Т-62М-1 – двигател В-46-5М. Пускът на двигателя се осъществява с помощта на сгъстен въздух, който се нагнетява от двуцилиндров компресор АК -150СВ в две бутилки, разположени на левия борд до механик-водача. Като допълнителна система за пуск може да се използва електрическият стартер СТ-16М. За подгряване на охладителната течност и маслото при ниски температури се използва подгревател, който е разположен на левия борд в бойното отделение.
Двигателят използва дизелово гориво ДЛ, ДЗ и ДА, което се съхранява във вътрешни и външни резервоари. Общият обем на резервоарите е 960 l – 675 l във вътрешните и 285 l – във външните резервоари. Допълнително на кърмовата част могат да се монтират и 2 варела с гориво с общ обем 400 l. Разходът на гориво по шосе 190 – 210 l на 100 km, а по пресечен терен – 300 – 330 l. Запасът от ход по шосе е 450 km, а по пресечена местност – до 320 km. С допълнителните резервоари запасът от ход съответно е 650 km и 450 km.
Трансмисията се състои от редуктор, петстепенна скоростна кутия (5 + 1), главен многодисков фрикцион със сухо триене стомана в стомана, два планетарни механизма за завиване и лентови спирачки, 2 бордови предавки и приводи за вентилатора и компресора. С помощта на два лоста с приводи механик-водачът осъществява двустепенно завиване или спиране на танка. При поставяне на един лост от нулево в първо положение въртящият момент на съответното водещо колело се забавя с 1,42 пъти, което спомага за плавното завиване на машината. При поставяне на лоста във второ положение се блокира водещото колело и машината завива около оста си. Поставянето на двата привода във второ положение спират танка на място.

### Ходова част
Изградена е от верига с 96 лети метални трака с ширина 580 mm с метални шарнири, пет сдвоени лети метални опорни ролки с гумен бандаж и диаметър 810 mm, задно водещо колело, предно направляващо колело и механизъм за натягане на веригата. Веригата с гумено-метални шарнири се състои от 97 трака. Окачването е индивидуално, торсионно с хидравличнни амортисьори на първата и последната ролка. Първите три опорни ролки са групирани близо една до друга, а четвъртата и петата са раздалечени, за разлика от танка Т-55, където само първата опорна ролка е изнесена напред. Опорните ролки на левия борд са изместени със 105 mm назад спрямо десните – причината са торсионните валове, които са разположени един до друг. Модернизираният вариант от 1983 г. Т-62М е с подобрена ходова част и вериги от танка Т-72.

### Въоръжение
Основното въоръжение е 115-mm гладкостволно оръдие 2А20 (У-5ТСД) с дължина 52,6 калибъра (6050 mm), закрепено на цапфи в куполата. Скорострелността му е 4 изстрела в минута. За изсмукване на газовете в ствола след изстрел в средната част е монтиран ежектор. Оръдието е снабдено с механизъм за изхвърляне на изстреляните гилзи през автоматично отварящ се люк в задната част на куполата. Боекомплектът за оръдието на базовия модел и модернизираната версия Т-62МВ е 40 унитарни изстрела (36 за командирската версия Т-62К). Версиите Т-62Д и Т-62М имат по 42 снаряда.
Снарядите се разполагат в отделението за управление и бойното отделение: 16 в два стелажа в резероварите, намиращи се в дясната част на отделението за управление, 20 на стелажи върху преградата към силового отделение, 2 – закрепени на куполата и по 1 на всеки борд. Оръдието може да изстрелва осколъчно-фугасни – ЗОФ11, бронебойно-кумулативни – ЗБК-4, и бронебойно-подкалибрени снаряди – БМ3 – с волфрамов сърдечник, ЗБМ-4 – изцяло стоманен, и ЗБМ6 – с по-голям заряд и подобрена балистика. По-късно започват да се използват и новите модели подкалибрени снаряди ЗБМ-21 – с волфрамов сърдечник и ЗБМ-28 – със сърдечник от обеднен уран. Далекобойността на оръдието за бронебойно-подкалибрени снаряди достига до 4000 m, а при стрелба от закрити огневи позиции с бронебойно-кумулативни и осколъчно фугасни снаряди – до 5800 m. Нощна стрелба може да води до 800 m. Ъгълът на възвишение/снижение на оръдието е от +16 до –6°. Мъртвата зона за оръдието и картечницата е 19 – 20 m.
От 1983 г. на модификациите Т-62М и Т-62МВ на оръдието се монтира и топлозащитен кожух.
| Дистанция на поражение на бронебойно-подкалибрен снаряд на 115-mm оръдие на Т-62 срещу противникови танкове |      |       |       |        |        |           |           |
| М60 | М60  | М48А2 | М48А2 | Чифтен | Чифтен | Леопард 1 | Леопард 1 |
| С1 | БС2  | С     | БС    | С      | БС     | С         | БС        |
| 800 | 900  | 2000  | 2500  | 500    | 900    | >3000     | >3000     |
| 2700 | 2800 | 2700  | 2800  | >3000  | >3000  | >3000     | >3000     |
| 2800 | 2000 | 2800  | 2000  | 2800   | 2000   | >3000     | >3000     |
| 1С – с волфрамов сърдечник; 2БС – без валфрамов сърдечник                                                   |      |       |       |        |        |           |           |

Допълнителното въоръжение на танка е една 7,62-mm картечница ПКТ с електроспусък. В първите серии е монтирана картечница 7,62-mm СГМТ. Предвижданата както при танка Т-54 курсова картечница, с която може да стреля механик-водачът, отпада от плановете при окончателното завършване на проекта. Боекомплектът за сдвоената картечница е 2500 патрона в 10 метални кутии с ленти по 250 патрона (1750 за командирската версия Т-62К). Версиите Т-62Д, Т-62М и Т-62МВ имат по 3000 патрона. Ако електроспусъкът е повреден, с картечницата може да стреля мерачът, като използва механичния спусък.
В първите серии на Т-62 не е била предвидена зенитна картечница, тъй като се приема, че е неефективна за борба срещу реактивните самолети. В края на 60-те обаче във връзка с широкото използване на бойни вертолети отнова започват да се монтират на танковете. След 1972 г. на десния люк на куполата се монтира 12,7-mm картечница ДШКМ обр. 1938 – 46 г., с която стреля пълначът. Стандартната скорострелност е 600 изстрела в минута, но поради ограничения боекомплект тя е сведена до 125 изст./мин. Боекомплектът за зенитната картечница е 300 патрона в 6 метални кутии по 50 патрона. Картечницата може да стреля с бронебойни – Б-30, бронебойно-запалителни – Б-32 и БС-41, и бронебойно-запалителни трасиращи патрони – БЗТ. След 1983 г. на част от модерницираните танкове Т-62М се монтира 12,7-mm зенитна картечница НСВТ.
Допълнително в боекомплекта на танка влизат 120 патрона за автомат АК-47 – 4 пълнителя с по 30 патрона, 10 отбранителни гранати Ф-1 и 12 патрона за сигналния пистолет.
На първите модели е експериментирано и монтирането на комплекс за изстрелване на противотанков управляем снаряд 9К14 „Малютка“, разположен отвън върху задната част на куполата. Презареждането е било ръчно, което не е позволявало да се води стрелба от движение и опитите са прекратени.
От 1983 – 1985 г. на модификациите Т-62М и Т-62МВ се монтира и комплекс за управляемо танково въоръжение 9К116-1 „Шексна“, която дава възможност от оръдието да се изстрелва лазерно управляема противотанкова ракета.
Разработена е и версия на огнеметен танк – ТО-62, при който на мястото на сдвоената картечница се монтира огнехвъргачка, която може да изстрелва струя до 100 m.

### Система за управление на огъня
Оръдието има двуплоскостен лампов стабилизатор „Метеор“, позволяващ да се води стрелба в движение. В по-късните версии стабилизаторът е транзисторен „Метеор М“ или „Метеор М1“. Стабилизаторът се командва от мерача с помощта на пулт за управление, на който са монтирани и електроспусъците – вдясно – за оръдието, а вляво за картечницата. В случай на необходимост мерачът може да произведе изстрел и с механичния спусък на оръдието. За прицелване с оръдието и сдвоената картечница мерачът използва телескопичен шарнирен прицел ТШ2Б-41 с 3,5 и 7-кратно увеличение. За стрелба през нощта се използва прицел ТПН-1-41-11 с 5,5-кратно увеличение и прожектор Л-2Г с инфрачервен филтър. При стрелба от закрити огневи позиции мерачът използва азимутния указател вляво от него, показващ позицията на завъртане на куполата, и индикаторът за възвишение на оръдието.
Командирът на танка също има възможност да целеуказва с помощта на командирския прибор за наблюдение ТКН-3 (до 1964 г. се монтира ТКН-2). След като завърти командирската куполка в желаната посока и целта попадне в линията на визиране, с натискането на бутон в лявата ръкохватка (докато задържа куполката в същото положение), той завърта куполата с оръдието в същата посока. Прецизното мерене се извършва от мерача.
От модификацията Т-62М започва да се монтира нова система за управление на огъня – „Волна“, включваща лазерен далекомер КТД-2, измерващ разстояния от 500 до 4000 m и точност на измерване до 10 m, балистически изчислител БВ-62, прицел ТШСМ-41У с независима стабилизация на зрителното поле във вертикална плоскост и двуплоскостен стабилизатор „Метеор М1“.

### Средства за наблюдение и връзка
Командирът на танка разполага с комбиниран бинокулярен перископичен прибор за наблюдение ТКН-3 с 5-кратно увеличение. С него може да се наблюдава местността, да се целеуказва и да се коригира огъня както през деня, така и през нощта. За работа през нощта се използва и прожектор ОУ-3ГК с инфрачервен филтър, монтиран на командирската куполка. На нея с цел по-добър обзор са монтирани и четири призмени прибора за наблюдение.
Мерачът разполага освен с дневния и нощния прицел и с призмен прибор за наблюдение ТНП-165, а мерачът – с призмен перископичен прибор за наблюдение МК-4.
За наблюдение при водене на танка в бойно положение – със затворен люк, през деня механик-водачът използва два призмени перископични прибора, а през нощта – бинокулярен перископичен уред за наблюдение ТВН-2 и два фара с инфрачервени филтри ФГ-125 (ФГ-100). При движение в среда с ограничена видимост или преодоляване на водно препятствие механик-водачът използва жирополукомпас ГПК-48, разположен пред него на горния челен брониран лист.
За външна радиовръзка се използва УКВ радиостанция Р-123 – приемо-предавателна, телефонна, симплексна с честотна модулация с 4-метрова мачтова антена. Радиостанцията позволява фиксирането на 4 честоти, сменяни с превключватели. От модификацията Т-62М започва да се монтира радиостанция Р-173. На командирските танкове Т-62К се монтира допълнителна радиостанция Р-112 и навигационна апаратура ТНА-2, позволяваща да се определят текущите координати на местоположението и дирекционния ъгъл на движещите се машини, да се водят отделните машини и колони в зададено направление, да се получават схеми на маршрута и др. За вътрешна връзка се използват танкови разговорни устройства с комутатори и ларингофони Р-124 за пет абоната Ларингофоните ЛЭМ-3 и нискоомовите телефони ТА-56-М са монтирани в шлемофоните за екипажа.

### Защита и оборудване
Основната защита на танка е бронята от закалена валцувана стомана, която е разположена под рационални ъгли с цел повишаване защитеността. Челната броня и бордовете са изработени от валцувана стомана 52С и 42СМ, горната и кърмовата част – из стомана 49С, дъното – от стомана 43ПСМ. Куполата е лята, като за нея е използвана стомана СБЛ-2 (Сибирская, броневая, литая) с увеличено съдържание на въглерод, никел и ванадий. В периода 1983 – 1985 г. е проведена модернизация, при която е усилена защитата на танка – на модела Т-62Д и Т-62М е добавена допълнителна бронировка на куполата и е усилена челната част на корпуса с многослойна броня – бронирани листове и пенополиуретан, а на дъното е добавена противоминна защита, ходовата част е защитена от гумирани противокумулативни екрани. На модела Т-62МВ от 1985 г. е монтирана и навесна динамична защита „Контакт 1“, включително и на бордовите екрани. Т-62Д е оборудван и с комплекс за активна защита от противотанкови управляеми снаряди – 1030М „Дрозд“. Системата по радиолокационен принцип открива приближаващи се управляеми кумулативни ракети и активира намиращите се на куполата 107-mm защитни заряди (по 4 от двете страни), които поразяват противниковата ракета с осколки. Танковете в Афганистан допълнително са оборудвани и с противокумулативни екрани от решетест тип за куполата и бордовете.
За защита от оръжия за масови поразявания танкът е оборудван с противоатомна защита (ПАЗ), която в случай на ядрено заразяване херметизира отворите на танка. ПАЗ може да се включва автоматично по сигнал на датчика РБЗ-1М или ръчно от екипажа по показания на прибора ДП-3Б. Танкът има и филтро-вентилационна установка (ФВУ) – система за филтрация на въздуха с нагнетател сепаратор. От 1983 г. на модела Т-62М се монтира и допълнителна неутронна защита на куполата.
Танкът разполага с автоматична противопожарна система, състояща се от 3 бутилки със смес „3,5“ и 8 датчика, които активират системата. Противопожарната система има и полуавтоматичен режим, при който управлението на пожарогасителите се командва от механик-водача. След 1983 г. на танковете Т-62Д и Т-62М се монтира и противопожарна система за гасене на напалм „Сода“.
За създаване на маскировъчна димна завеса танкът е оборудван с термодимова апаратура (ТДА). При нея помпа впръсква под налягане дизелово гориво в изпускателните колектори на танка и неговото изгаряне води до създаване на димна завеса. От 1983 г. на модификацията Т-62М се монтира система за изстрелване на димни гранати 902Б „Туча“ – по 8 на всеки борд на куполата.
Т-62 има и оборудване за преодоляване на водни препятствия – ОПВТ (Оборудование подводного вождения танков), до дълбочина 5 m и дължина 700 m.

## Модификации

### Серийни модели
- Т-62 (1961 г.) или Обект 166 – базов модел, създаден на основата на танка Т-55.
- Т-62А (1961 г.) или Обект 165 – базов вариант на танка, разработван паралелно с Т-62, на който се монтира. 100-mm нарезно оръдие Д-54ТС с дулен спирач и ежектор. Приет е на въоръжение преди Т-62 и е произведена малка предсерийна партида, но по-късно производството му е прекратено и не е произвеждан серийно.
- Т-62К (1964 г.) – командирски вариант на базовия Т-62 (К – от „командирский“). Съоръжен е с допълнителна радиостанция Р-130, навигационна апаратура ТНА-2, КВ-радиостанция и заряден агрегат АБ-1 за захранване при продължителна работа на място. Боекомплектът на оръдието и картечницата е намален на 36 снаряда и 1750 патрона.
- Т-62 (1967 г.) – модификация на базовия модел, при която са премахнати люковете зад куполата за достъп до моторно-трансмисионното отделение.
- Т-62 (1972 г.) – модификация на базовия модел, при която е променен люкът на пълнача и е монтирана стойка за 12,7-mm зенитна картечница ДШКМ.
- Т-62 (1975 г.) – модификация на базовия модел, при която започва да се монтира лазерен далекомер КТД-1 или КТД-2 в основата на оръдието.
- Т-62Д (1983 г.) или Обект 166Д – модификация на базовия модел Т-62, оборудван с комплекс за активна защита „Дрозд“ (Д – от „Дрозд“). Подсилена е бронята на корпуса и куполата, добавени са гумирани противокумулативни екрани на бордовете, модернизирана е ходовата част, монтира се дизелов двигател В-55У, мощност 620 к.с., добавена е противопожарна система за гасене на напалм „Сода“. Радиостанцията е Р-173.
- Т-62Д-1 (1983 г.) или Обект 166Д-1 – вариант на танка Т-62Д с многогоривен дизелов двигател В-46-5М.
- Т-62М (1983 г.) или Обект 166М6 – силно модернизирана версия на базовия модел Т-62, извършена в периода 1983 – 1985 г. Монтирани са: допълнителна бронирана защита на куполата, челната част на корпуса и пода; противокумулативни бордови екрани от гумирана тъкан; неутронна защита на куполата; комплекс за изстрелване на управляеми ракети 1К116-2 „Шексна“; двигател В-55У, с мощност 620 к.с.; нова система за управление на огъня „Волна“; система за изстрелване на димни гранати 902Б „Туча“, противопожарна система за гасене на напалм „Сода“. На част от машините се монтира нова зенитна картечница; на оръдието се поставя топлозащитен кожух. Ходовата част е модернизирана и се поставят вериги от танка Т-72. Радиостанцията е Р-173.
- Т-62М-1 – вариант на Т-62М с многогоривен дизелов двигател В-46-5М.
- Т-62М1 – вариант на Т-62М с двигател В-55У и без комплекс за изстрелване на управляеми ракети 1К116-2 „Шексна“.
- Т-62М1-1 – вариант на Т-62М-1 с многогоривен дизелов двигател В-46-5М и без комплекс за изстрелване на управляеми ракети 1К116-2 „Шексна“.
- Т-62М1-2 – вариант на Т-62М без комплекс за изстрелване на управляеми ракети 1К116-2 „Шексна“ и без допълнителна бронировка на корпуса.
- Т-62М1-2-1 – вариант на Т-62М1-2 с двигател В-46-5М.
- Т-62МБ (1985) – Модернизация на танка Т-62: оръдието е оборудвано с топлозащитен кожух, вградена динамична защита на куполата и навесна динамична защита на корпуса, многогоривен дизелов двигател В-46-5М и нова система за управление на огъня. Монтиран е комплекс за изстрелване на управляеми ракети 1К116-2 „Шексна“
- Т-62МК – командирски вариант на Т-62М, с радиостанция Р-130 и ТНА-3.
- Т-62МВ (1985 г.) – Т-62М с монтирана навесна динамична защита на корпуса „Контакт 1“, куполата и бордовите екрани и без допълнителна бронировка на корпуса и куполата (В – от „взривной“).
- Т-62МВ-1 – вариант на танка Т-62МВ с многогоривен дизелов двигател В-46-5М.
- Т-62МД – вариант на Т-62М, оборудван с комплекс за активна защита „Дрозд“.
- Т-62АМ (2001 г.) – вариант за дълбока съвременна модификация на Т-62, показан на изложението „Омск 2001“. Танкът е с нова купола, въоръжен е със 125-mm оръдие, автомат за зареждане и нова съвременна система за управление на огъня, екипажът е от трима души.[26]
- ТО-62 – модификация на базовия Т-62 с огнехвъргачка, която се монтира на мястото на сдвоената картечница. Далечина на огнемятане – 100 m.
- Т-62М обр. 2022 (2022 г.) – вариант за дълбока съвременна модификация на Т-62, показан на военно-техническия форум „Армия-2022“. Танкът е снабден с нов прицел 1ПН-96МТ-02 с топловизорен канал, на куполата е добавена електромеханическа мачта с МГОЭС (многоспектральная гиростабилизированная оптико-электронная система), включвваща топловизор, телевизионна камера и лазерен далекомер. Монтира се и нов дизелов двигател с мощност 780 к.с.[27]

### Експериментални модели
- Обект 166М' (1963 г.) или Т-62Б – експериментален танк, оборудван с опорни ролки с намален размер, както при „Обект 167“, и двигател В-36Ф с мощност 640 к.с.
- Обект 166МЛ – вариант на Обект 166М, с монтиран комплекс за изстрелване на ПТУР 9К14 „Малютка“.
- Обект 166П – вариант базовия модел Т-62, с монтирана усилена противорадиационна защита на бойното отделение.
- Обект 166ТМ – вариант с газотурбинен двигател ГТД-3ТУ, но с ходова част от танка Обект 167
- Обект 167 (1961 г.) – експериментален танк, оборудван с опорни ролки с намален размер, и двигател В-26 с мощност 700 к.с., зареждането на оръдието е полуавтоматично
- Обект 167Ж – въоръжен със 115-mm оръдие 2А21 с разделно пълнене и автомат за зареждане – същото оръдие се монтира и в първите серии на Т-64.
- Обект 167М (1962) – неофициално назоваван и Т-62Б, въоръжен със 125-mm оръдие 2А46 (Д-81) и автомат за зареждане „Жёлудь“ с 21 снаряда.
- Обект 167Т (1963) – оборудван с газотурбинен двигател ГТД-3Т с мощност 700 к.с.
- Обект 167ТУ – оборудван с газотурбинен двигател ГТД-3ТУ, със съкратено време за пуск в зимни условия.
- Опитна САУ, въоръжена със 100-mm гладкостволно противотанково оръдие МТ-12 „Рапира“ и радиолокационен прицел „Рута“. По-късно на негова основа е разработвана САУ 2С15 „Норов“.

### Модификации на други държави
- Chonma-ho – севернокорейска модификация на базовия Т-62.
- RO-115 Mark I – първа фаза египетска модернизация на Т-62 от 1980 г. Монтиран е британски дизелов двигател, лазерен далекомер, балистичен изчислител.
- Т-62Е Mark II – втора фаза на египетска модернизация на Т-62 от средата на 90-те. Двигателят е германски дизелов MTU с мощност 880 к.с., оръдието е 105-mm M68, системата за управление на огъня и електрониката е италианска.
- RO-120 Mark III – трета фаза на египетска модернизация (2004 – 1008 г.). Оръдието е 120-mm гладкостволно M-393, подобрен германски MTU дизелов двигател. Масата на танка нараства до 46,5 t.[28]
- Т-62AG – украинска модификация на базовия Т-62, предназначена за експорт. Оръдието е 120-mm гладкостволно КБА-101, с многогоривен дизелов двигател 5ТДФ, с мощност 700 к.с. и автоматична трансмисия. Танкът разполага с термовизорен прицел и нова система за управление на огъня. Добавена е реактивна броня от трето поколение „Нож“. Танкът е боядисан с камуфлажна боя, понижаваща инфрачервеното излъчване. Масата му е 40 t.
- Т-62AGM – украинска модификация на базовия Т-62, предназначена за експорт. Оръдието е 125-mm гладкостволно КБМ-1М, с многогоривен дизелов двигател 5ТДФМ, с мощност 850 (1000) к.с. и автоматична трансмисия. Танкът разполага с термовизорен прицел и нова система за управление на огъня. Добавена е реактивна броня от трето поколение „Нож“. Масата му е 50 t.[29]
- Tiran-6 – израелска модификация на трофейни сирийски Т-62. Оборудвана е с лазерен далекомер и топловизионен прицел за мерача, както и допълнителни кутии за запасни части и оборудване отзад и отстрани на куполата. На някои модели се монтира и реактивна броня. Оригиналният двигател е заменен с двигател на General Motors.[30]
- WZ-122A San Ye – опитен китайски танк, на основата на пленения при конфликта на о. Дамански Т-62.[31]
- WZ -122B San Ji – прототип на основата на WZ-122A San Ye.[31]

## Машини на основата на Т-62
- ИМПУЛЬС-2М – съветска верижна пожарна машина, предназначена за гасене на пожари на нефтени находища и хранилища. Съоръжена е с 50 цеви за залпов огън с гасящ прах.[32]
- ИТ-1 – съветски ракетен танк, разработен като Обект 150, приет на въоръжение през 1968 г. и създаден на основата на ходовата част на Т-62. Има модифицирана силно приплесната купола и е въоръжен с комплекс за изстрелване на управляеми противотанкови ракети 2К4 „Дракон“. Използван е само от армията на СССР.[33]
- ТП-62 – българска верижна пожарна машина, разработка на завод „ТЕРЕМ – Хан Крум“, Търговище. Оборудвана е с 10-тонна цистерна, управляемо дистанционно подаване на вода и булдозерно гребло[34].
- ТВ-62 – българска ремонтно-евакуационна машина. Оборудвана е с лебедка. Куполата е демонтирана и заменена с половин купола от Т-55 и Т-55А с 12,7-mm зенитна картечница ДШКМ [35].

## Оператори

### Настоящи
- Алжир – 300 Т-62 към 2013 г.[36]
- Ангола – 50 Т-62 към 2013 г.[37]
- Афганистан – неизвестно количество Т-62 към 2010 г.[38]. СССР доставя 255 Т-62 на 2 транша – 100 през 1975 – 1976 г. и 155 през 1979 – 1991 г.[39]
- Виетнам – 70 Т-62 към 2013 г.[40]
- Египет – 500 модифицирани Т-62 в резерв към 2013 г.[41]
- Етиопия – 70 Т-62 към 2013 г.[42], 20 от които доставени вероятно от Чехословакия през 1977 г. и 50, доставени от СССР през 1980 г.[39]
- Иран – повече от 75 Т-62 към 2013 г.[43]
- Йемен – 200 Т-62 към 2013 г.[44]
- КНДР – над 470 Т-62 към 2013, доставени от СССР в периода 1980 – 1989.[39]
- Куба – 400 Т-62, доставени от СССР на два транша – 200 през 1976 – 1983 г. и 200 – през 1984 – 1988[39][45]
- Либия – 400 Т-62, доставени от СССР на два транша – 150 през 1974 г. и 250 – през 1978[39][46]
- Сирия – 1000 Т-62К и Т-62М към 2013 г.[47], доставени на 3 транша от СССР – 500 – през 1973 – 1974 г., 200 през 1979 г., и 300 – през 1983 – 1984 г.[39]
- Таджикистан – 7 Т-62 към 2013 г. от времето на СССР[48]
- Узбекистан – 170 Т-62 към 2013 г. от времето на СССР[49]

### Бивши
- България – 250 Т-62, доставени от СССР в периода 1970 – 1974 г.[39] България е единствената държава от Варшавския договор освен СССР, която е притежавала танкове Т-62. След 1990 г. във връзка със съкращаването на бронетанковите войски Т-62 като сравнително нестандартен калибър първи е свален от въоръжение. Има само 2 запазени машини.
- Беларус – 170 Т-62 от времето на СССР.[50]
- Ирак – 2850 Т-62, доставени от СССР: 100 Т-62, доставени в периода 1974 – 1975 г., 600 Т-62 чехословашко производство, доставени в периода 1977 – 1979 г., 2150 Т-62, доставени в периода 1982 – 1989.[39]
- Израел – 100 Tiran-6 – израелска модификация на трофейни сирийски Т-62, към 2010 г.[51][52]
- Казахстан – 280 Т-62 от времето на СССР, към 1995 г.[53]
- Монголия – 100 Т-62 доставени от СССР в периода 1973 – 1975 г.[39]
- Русия – 2500 Т-62 в резерв към 2013 г.[49]. Снети от въоръжение през 2011 г. 900 Т-62 трябва да бъдат утилизирани през 2013 г.[54]
- Северен Йемен – 16 Т-62, доставени вероятно от Чехословакия през 1980 г.[39]
- СССР – над 19 000 Т-62 са произведени в периода 1962 – 1975 г. След разпада на СССР част от тях остават на въоръжение в съответните независиим държави.
- Украйна – 300 Т-62 от времето на СССР [55]
- Южен Йемен – 270 Т-62, доставени от СССР на три транша: 50 през 1972 г., 100 през 1981 – 1982, 120 през 1986.[39]

## Бойно използване

### Операция „Дунав“
За първи път Т-62 е използван във военна операция през август 1968 г. в Операция „Дунав“, при която войските на страните-членки на Варшавския договор навлизат на територията на Чехословакия, за да сложат край на т.нар. Пражка пролет. По това време с тях е била въоръжена 1-ва гвардейска танкова армия от Групата на съветските войски в Източна Германия. Тъй като чехословашката армия не оказва съпротива, танковете не влизат в реални бойни действия. От запазени снимки се вижда как един от танковете, навлизащи в колона в град Либерец, се врязва в сграда в центъра на града – вероятно механик-водачът е загубил видимост.

### Китайско-съветски конфликт
Само няколко месеца по-късно – на 15 март 1969 г. Т-62 е използван за първи път в реални бойни действия – конфликтът на о. Дамански, на съветско-китайската граница. На 2 март китайски войници атакуват спорния остров на р. Усури и отблъскват съветските граничари. На 15 март китайците за втори път атакуват укрепилите се на острова граничари. Зад граничарите е развърната 153-та мотострелкова дивизия, но няма заповед за намеса. Погрешка обаче рота от 10 танка Т-62 се появява в района. Началникът на 57-и пограничен отряд – полк. Демократ Леонов, организира обход с един танков взвод от четири Т-62. Челният танк, в който се намира и полк. Леонов, е повреден вероятно от предварително заложена мина и попадения РПГ-2, а самият Леонов е убит от снайперист. Съветските войници опитват да унищожат танка, но успяват само да го потопят. По-късно китайците с помощта да водолази успяват да извадят потопения танк и днес той е изложен в откритата експозиция пред Музея на народоосвободителната армия на Китай. Останалите танкове са използвани в късния следобед за контраатака и овладяване на острова от съветските войски.

### Войната от Йом Кипур
Войната от Йом Кипур е първият конфликт с масирано бойно използване на Т-62. С тях са въоръжени египетската и сирийската армия. В боевете от 9 и 17 октомври 1973 г. египетските войски претърпяват поражение от израелците, които са въоръжени с танкове M-48 „Патън“ и „Центурион“ – египетската 25-а танкова бригада губи 86 от общо 96 Т-62. Подобна е и съдбата на сирийските войски, които атакуват на 7 октомври. Те губят 35 танка Т-62 срещу 3 израелски „Центурион“. Израел пленява над 100 танка Т-62, които са използвани като резерв в армията под името Tiran-3, а преминалите сериозна модификация – като Tiran-6.

### Ливан
Освен във Войната от Йом Кипур сирийската армия активно използва танковете Т-62 във военните конфликти, в които участва. През 1982 г. в Ливан по време на операция „Мир за Галилея“ израелските сили, въоръжени с танкове „Центурион“, М60 и новият израелски танк „Меркава", се сблъскват със сирийската 1-ва бронетанкова дивизия, която разполага с две бригади, въоръжени с Т-62. При боевете от юни 1982 г. сирийските войски губят повече от 200 танка.

### Етиопия
По време на гражданската война в Етиопия (1974 – 1991 г.) правителствените сили на режима на Менгисту Хайле Мариам опитват с огромна армия да спрат бунтовниците на Мелес Зенави, настъпващи към Адис-Абеба. В сраженията армията използва и танкове Т-62, но въпреки това губят войната и режимът на Мариам е свален.

### Ирак
Ирак разполага с 2850 танка, повечето закупени по време на Ирано-иракската война на втора ръка.. Те вземат участие във всички конфликти на иракската армия при управлението на Саддам Хюсеин. Най-мащабният от тях е войната с Иран от 1980 – 1988 г. Танковете Т-62 са включени още в първия ден на наземното настъпление – на 23 септември 1980 г. танковете на 6-а бронирана дивизия, която разполага с 300 Т-62, преминават границата и атакуват иранските позиции. В началото на януари 1981 г. при битката за Дезфул 300 иракски Т-62 се срещат с 300 ирански „Чифтън“ и М60. Въпреки че губят 45 танка, иракчаните унищожават или пленяват между 100 и 200 противникови машини. В контраофанзивата през 1982 г. иранските сили почти напълно унищожават иракската 6-а бронирана дивизия. По време на войната Иран също се снабдява с танкове Т-62 – общо 215 машини.
Ирак използва Т-62 и при окупацията на Кувейт през 1990 г. и при последвалата война в Персийския залив, когато около 250 от тях са унищожени. Силите на коалицията срещу Саддам Хюсеин също разполага с Т-62, с които са въоръжени сирийските войски.

За последно армията на Саддам Хюсеин използва Т-62 при втората война в Персийския залив, когато окончателно е разгромена от армиите на САЩ и коалиционните им съюзници.

### Либия
Либийските танкове участват в Чадско-либийския конфликт в периода 1978 – 1987 г. Въпреки първоначалните успехи след т.нар. „война на Тойотите“, когато либийските бронирани части са атакувани успешно от мобилни ПТУР „Милан“, монтирани на джипове „Тойота“, либийстката армия се изтегля от Чад.
Танковете се използват и в гражданската война, обхванала Либия през 2011 г., довела до свалянето на режима на полковник Муамар Кадафи.

### Куба
Куба получава 120 танка през 1977 г., които формират танкова бригада, придадена към кубинския експедиционен корпус в Африка. Танковете вземат участие във войната за Огаден на страната на етиопските сили. В боевете край град Харар те унищожават сомалийските сили и допринасят съществено за поражението на противника и оттеглянето му от спорните територии. Кубински Т-62 се използват и в гражданската война в Ангола (1975 – 2002), където през 1987 – 1988 г. се сражават с части на южноафриканската армия.

### Войната в Афганистан
Т-62 е основният танк, използван от съветската армия в гражданската война в Афганистан 1979 – 1989 г. Доколкото техните противници – муджахидините, не разполагали с тежка бронирана техника, танкове са използвани основно за конвоиране, прочистване на пътищата с минни тралове, разчистване на райони от въоръжени групи на противника, прикриване и огнева поддръжка на пехотни или транспортни формации. Има случаи, когато танковете са придавани към парашутно-десантни части за огнева поддръжка на настъплението им. Липсата на прибори за нощно виждане при муджахидините води до успешни нощни атаки на техни позиции от Т-62. Загубите на Т-62 по време на конфликта не са значителни – основно от попадане на мина или обстрел с РПГ-7.

### Конфликтите в постсъветското пространство
След разпада на СССР през 1991 г. Т-62, които остават на въоръжение в руската федерация и бившите съюзни републики са въвлечени в повечето локални конфликти. Те са използвани от руските войски в Първата и Втората чеченска война, както и в Руско-грузинската война от 2008 г.

### Йемен
Армията на Йемен използва Т-62 в започналата през 2015 г. гражданска война. Коалиция, начело със Саудитска Арабия, я подпомага и води активни бойни действия срещу хутите – шиитски бунтовници, поддържани от Иран, в защита на президента в изгнание Абд Раббу Мансур Хади. Конфликтът, отнел повече от 10 000 човешки живота, продължава и през 2017 г. без изгледи за скорошно прекратяване на бойните действия.

### Сирия
По време на войната в Персийския залив сирийски части, въоръжени с Т-62, участват на страната на САЩ и коалиционните сили срещу иракските въоръжени сили.
Сирийската армия използва Т-62 и в започналата от март 2011 г. гражданска война в страната. По време на боевете силите на въоръжената опозиционна армия успяват да пленят известно количество Т-62, които се използват от тях в борбата срещу управлението на Башар Асад.

### Войната в Украйна
Една година след нападението на Русия над Украйна на 24 февруари 2022 г. руската армия започва използването на разконсервирани от съхранение танкове Т-62 на бойното поле. Всички машини - Т-62 и Т-62М са оборудвани с динамична защита "Контакт-1", както и с метални навеси на куполата срещу атаки от дронове или ПТУР. На някои от танковете се монтира и система за радиоелектронна борба РЭБ РП-377УВМ1Л "Лесочек". Танковете се използват както за стрелба от закрити огневи позиции, така и за непосредствена огнева поддръжка на пехотата и щурмуване на укрепени пунктове. Според нидерландския OSINTпроект Oryxкъм края на втората година от войната са изгубени като унищожени или пленени 108 Т-62.